# Spisek (zespół muzyczny)
Spisek – polski zespół wokalno-instrumentalny założony w 1976 roku po rozpadzie jazzrockowego Spisku Sześciu. Jego lider Włodzimierz Wiński, rozpoczął współpracę m.in. z byłymi muzykami Koman Bandu i w ten sposób powstał nowy zespół muzyczny, oktet wykonujący muzykę funk-jazz. Na styl muzyczny Spisku miała wpływ twórczość amerykańskich grup Earth, Wind & Fire, czy Tower of Power. 

## Historia
W 1977 roku z grupą Spisek rozpoczęła współpracę piosenkarka Haliną Frąckowiak. Artyści byli zatrudnieni w Agencji Artystycznej „Impart” we Wrocławiu. Razem zarejestrowali nagrania radiowe („Odpoczywam”, „Motyw z Walta Disneya”, „Hosanna łąk”, „Taniec ognia” – utwór instrumentalny z wokalizami) i występowali w programach telewizyjnych. Ponadto Spisek wykonywał z niezwykłą precyzją, energetycznie i efektownie, instrumentalne kompozycje saksofonisty Włodzimierza Wińskiego i puzonisty Leszka Paszko, a także utwory z repertuaru Tower Of Power i Earth, Wind & Fire.
Wiosną 1978 roku, kilka miesięcy po odejściu z Budki Suflera do zespołu trafił Krzysztof Cugowski. Basista formacji Mieczysław Jurecki wspominał, że wokalista tylko sporadycznie dojeżdżał na próby z Lublina, chociaż on sam twierdził, że przeniósł się w tym celu do Wrocławia. W czerwcu 1978 r. Cugowski i Spisek nagrali 3 utwory („Powódź”, „Po co spieszyć się”, „Mannix w Warszawie”) w studiu Polskiego Radia w Katowicach. Rok wcześniej sekcja instrumentów dętych Spisku wzięła udział w nagraniu Budki Suflera pt. „Komentarz do pewnej legendy”.
Chociaż gatunek muzyczny, który uprawiała grupa Spisek był bardzo popularny w Stanach Zjednoczonych, w Polsce nie wzbudził dostatecznego zainteresowania i zespół zakończył działalność z końcem lata 1978 roku. Pod koniec działalności zespołu miejsce Chalimoniuka za zestawem perkusyjnym zajął Ireneusz Nowacki.
W 2017 roku nagrania radiowe zespołu z lat 1977–1978 ukazały się na płycie kompaktowej nakładem GAD Records. Rok później na rynku materiał ukazał się na płycie winylowej.

## Muzycy
- Włodzimierz Wiński – saksofon (1976-1978)[2]
- Andrzej Diering – trąbka
- Leszek Paszko – puzon (1976-1978)[3]
- Janusz „Kuba” Góralski – pianino elektryczne (1977-1978)[1][4]
- Jacek Krzaklewski – gitara[2] (1977–1978)[4][9]
- Mieczysław Jurecki – gitara basowa[2] (1977–1978)[4]
- Leszek Chalimoniuk – perkusja (1977–1978)[4]
- Ireneusz Nowacki – perkusja (1978)[7]

## Wokaliści
- Halina Frąckowiak (1977-1978)[3]
- Krzysztof Cugowski (1978)[2][4]

## Dyskografia
- 2017: Spisek (GAD Records – GAD CD 065)[1][8]